# 1990 في كندا
فيما يلي قوائم الأحداث التي وقعت خلال عام 1990 في كندا.

## سياسة

### تعيين في المنصب
- 21 ديسمبر – جان كريتيان زعيم المعارضة الرسمية [الإنجليزية]‏.

## رياضة
- 10 يونيو – جائزة كندا الكبرى 1990 الفائز آيرتون سينا.

## مواليد

### يناير
- 10 يناير – مارتن جونز لاعب هوكي جليد كندي.[1]
- 19 يناير – كايل بوتر لاعب كرة قدم كندي.[2]

### فبراير
- 16 فبراير – ذا ويكند مغني كندي.[3]

### مارس
- 13 مارس – ساشا كليمنتس ممثلة كندية.

### أبريل
- 3 أبريل – ناتالي كريل ممثلة كندية.
- 12 أبريل – سيمون توماس لاعب كرة قدم كندي.[4]

### مايو
- 7 مايو – جونيور كادوجان لاعب كرة سلة كندي.

### يونيو
- 5 يونيو – ديفيد هويليت لاعب كرة قدم كندي.[5]
- 19 يونيو – برادي هسليب لاعب كرة سلة كندي.
- 23 يونيو – فاسيك بوسبيسيل لاعب كرة مضرب كندي.[6]
- 28 يونيو – ياسمين ريتشاردز ممثلة كندية.[7]
- 30 يونيو – ليا كيرشمان درّاجة طريق كندية.

### يوليو
- 30 يوليو – تاي نيرس لاعب كرة سلة كندي.

### أغسطس
- 27 أغسطس – تايلور ميتشيل مغنية كندية.

### سبتمبر
- 21 سبتمبر – إيريان جونز متزلجة على الجليد كندية.
- 28 سبتمبر – إيفان دانفي عداء مشي كندي.[8]

### ديسمبر
- 3 ديسمبر – شارون فيشمان لاعبة كرة مضرب كندية.[9]
- 12 ديسمبر – فيليب ديفيز لاعب كرة قدم كندي.[10]
- 16 ديسمبر – ريبيكا مارينو لاعبة كرة مضرب كندية.
- 28 ديسمبر – أندرو إف موسيقي كندي.

## وفيات

### مارس
- 22 مارس – جيرالد بول (مواليد 1928)